# Józef Kosian
Józef Kosian (ur. 17 marca 1935 w Trawniku, zm. 31 maja 2021) – polski filozof, prof. dr hab.

## Życiorys
W 1954 ukończył liceum ogólnokształcące w Opolu, następnie przez rok pracował jako nauczyciel, od 1955 studiował germanistykę na Uniwersytecie Wrocławskim. Studia ukończył w 1960, na macierzystej uczelni pracował od 1967, w Katedrze Historii Filozofii. W 1972 obronił pracę doktorską z filozofii Poglądy filozoficzne Dietricha Bonhoeffera (1906-1945) napisaną pod kierunkiem Andrzeja Nowickiego. W latach 1974–1983 pracował w Instytucie Nauk Społecznych Akademii Rolnicznej we Wrocławiu, w 1983 powrócił do pracy na Uniwersytet Wrocławski, w Katedrze Historii Filozofii. W 1988 uzyskał na Uniwersytecie w Lipsku stopień doktora habilitowanego na podstawie pracy Ernst Blochs Futurozentrismus. W 1989 mianowany został docentem, w 1993 profesorem nadzwyczajnym. 19 maja 1999 nadano mu tytuł profesora w zakresie nauk humanistycznych. Pracował w Instytucie Filozofii na Wydziale Nauk Społecznych Uniwersytetu Wrocławskiego. Od 1989 kierował Zakładem Filozofii Człowieka.
Zajmował się m.in. mistyką śląską oraz myślą ekumeniczną. Opublikował Chrześcijaństwo jako "istnienie dla innych". Antropologia teologiczna Dietricha Bonhoeffera (1992), Zukünftigkeit als wesentliche Seinsbeschaffenheit. Ernst Bloch Futurozentrismus (1992), Filozofia nadziei (1997), Mistyka śląska. Mistrzowie duchowości śląskiej. Jakub Boehme, Anioł Ślązak i Daniel Czepko (2001).
Był odznaczony Złotym Krzyżem Zasługi i Medalem Komisji Edukacji Narodowej (2002).
Zmarł 31 maja 2021. Został pochowany na Cmentarzu Osobowickim we Wrocławiu.

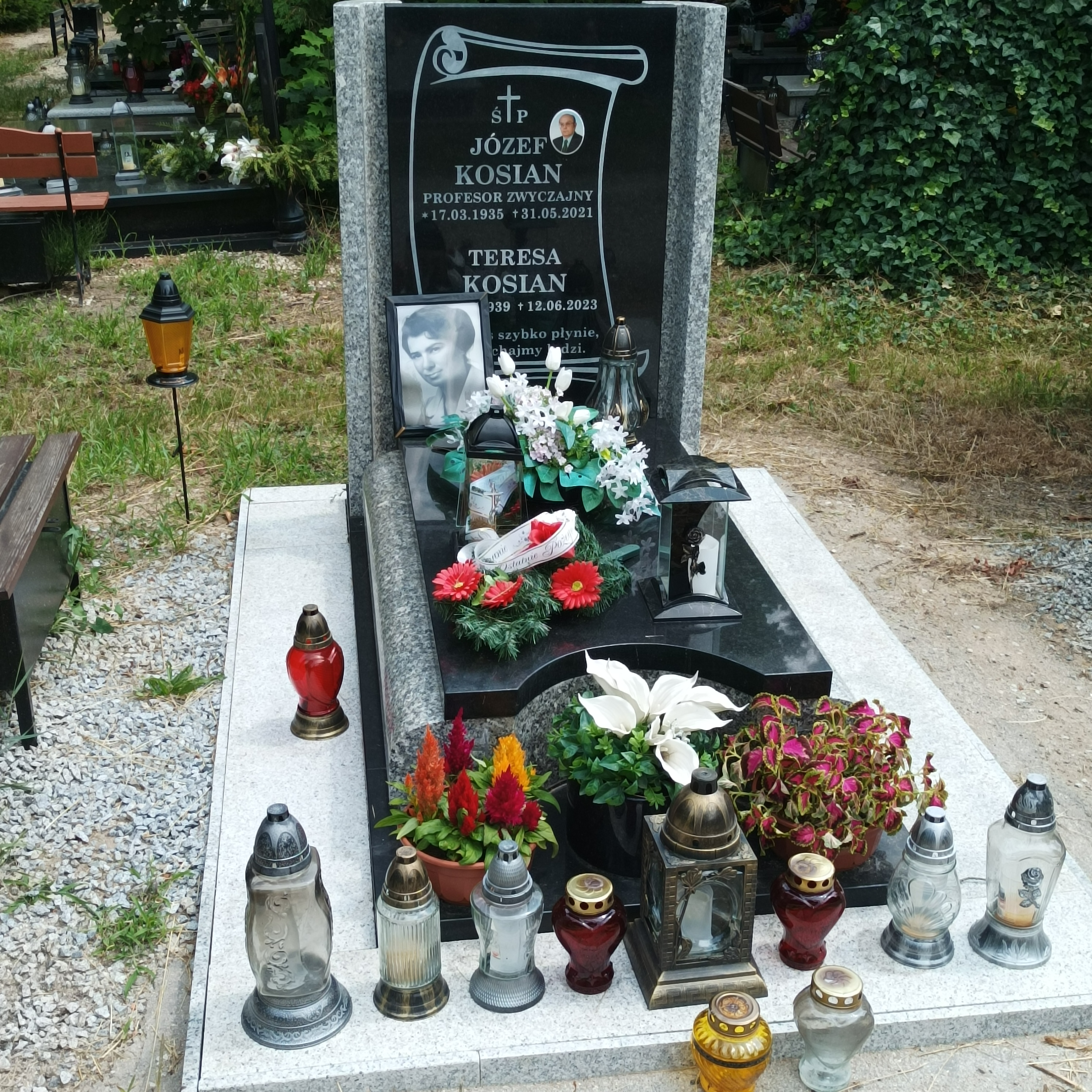
Grób prof. Józefa Kosiana na Cmentarzu Osobowickim we Wrocławiu